# Zarasai
Zarasai je město v regionu Aukštaitija na severovýchodě Litvy. Nachází se v Utenském kraji 50 km od Uteny, nedaleko města leží jezero Sartai. V Zarasai žije přibližně 5 900 obyvatel.
První písemná zmínka pochází z roku 1506. Název pochází ze selonského výrazu pro jezero ezeras. Roku 1836 bylo město přejmenováno na Novoalexandrovsk podle Alexandra II. Nikolajeviče. V letech 1919 až 1929 neslo název Ežerėnai. Je známé také pod polským názvem Jeziorosy a jidišským Ezherene.
Zarasai je městem od roku 1843. Podle sčítání z roku 1897 většinu obyvatelstva tvořili Židé. Židovské obyvatelstvo bylo vyvražděno v období holocaustu.
Město je populárním letoviskem díky množství jezer a lesů v okolí. Je střediskem vodních sportů a okolní kopcovitá krajina bývá nazývána „litevským Švýcarskem“. Střed města s katolickým chrámem Nanebevzetí Panny Marie je památkově chráněn. Město bylo jedním z pořadatelů hudebního festivalu Mėnuo Juodaragis a roku 2008 se stalo hlavním kulturním městem Litvy. Bylo také zařazeno mezi Evropské excelentní turistické destinace.
Byla zde naměřena nejvyšší teplota na litevském území 38,5 °C.

## Partnerská města
- Zduńska Wola (Polsko)